# Universidade de Ferrara
A Universidade de Ferrara ou, na sua forma portuguesa, de Ferrária (em italiano, Università degli Studi di Ferrara) é uma instituição de ensino superior localizada na cidade de Ferrara, na Itália, fundada em 1391.

## Ligação externa
- Página oficial